# Orange (Teksas)
Orange – miasto w Stanach Zjednoczonych, w stanie Teksas, w hrabstwie Orange. W 2000 roku liczyło 18 643 mieszkańców.